# セーヴル焼

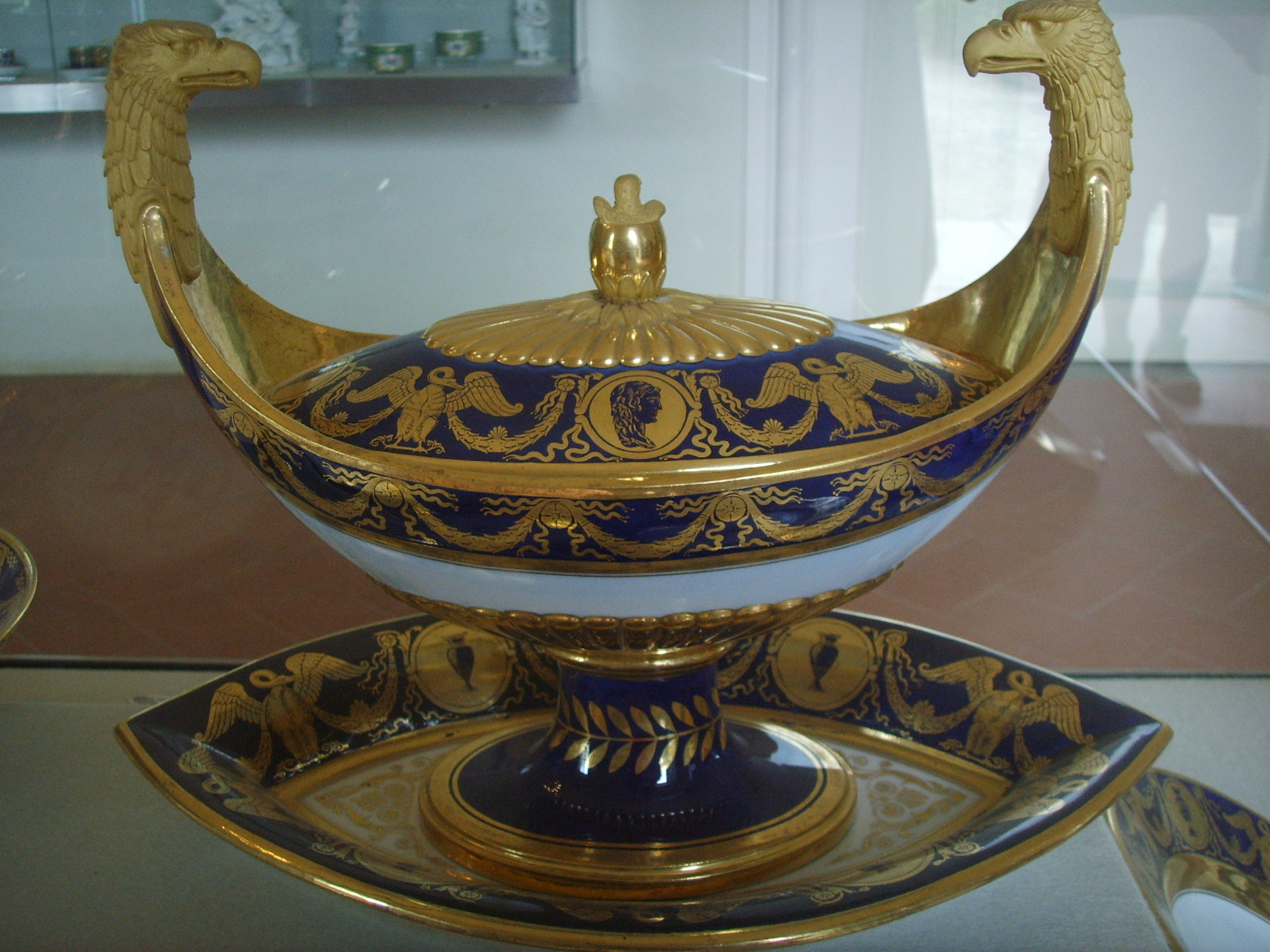
セーヴル焼

セーヴル焼(セーヴルやき, Porcelaines des Sèvres)は、フランスのセーヴルで生産される磁器。
ヨーロッパではじめての磁器は1709年にザクセン王国（現・ドイツ）で発明され、その首都ドレスデンに近いマイセンを生産拠点とした。
シャンティイの窯で軟質磁器に柿右衛門風の写しを施していたデュポア兄弟は、当時のフランスの大蔵大臣・オリー・ド・フリビーに招かれ、1738年、パリの東端に位置するヴァンセンヌに窯を構えた。
しかし、デュポア兄弟のもつ技術は充分なものではなかったため、初期の試みは満足の行くものでは無かった。開設4年後にデュポア兄弟を追放する形で陶工のフランソワ・グラヴァンが組織を再編成し、その後の成果で貴族たちの関心を集めた。
この後ルイ15世や、その公妾ポンパドゥール夫人などの出資を受け、パリとヴェルサイユの中間に位置するセーヴルの町に移って王立窯となった。
この時期の成果として中でも有名だったのが「ブリュ・ド・ロワ（国王の青）」と「ポンパドゥールの薔薇色」と呼ばれる釉薬だった。ブリュ・ド・ロワは酸化コバルトを顔料とした濃紺色で、他の何人も使えない禁色とされた。ポンパドゥールの薔薇色は中国の彩釉の影響を受けた優雅で洗練された色で、ポンパドゥール夫人が特に好んだと言われる。その調合法は科学アカデミー総裁のエローが握っており、彼の死とともに失われている。
セーヴルでは精巧な軟質磁器が作られたが、元々マイセンの硬質磁器の模倣が目標だった。1766年にリモージュ近郊でカオリン鉱床が発見されたのを受けて製造実験に入り、1796年に真正の硬質磁器が作られた。
開窯の経緯からフランス革命時にセーヴル窯は破壊されて閉窯したが、ナポレオン1世によって再興され、1824年には国立セーヴル陶磁器製作所が作られて現在に至る。
セーヴル焼は豊かな彩色を駆使したロココ様式の絵画表現による装飾が最大の特徴である。よって1枚の値段が大変高く高級な磁器である。ここでフランスの磁器生産技術が発達し、後にはリモージュへ技術が渡り、リモージュ焼は量産磁器として普及した。
ポンパドゥール夫人のために建てられた広い城館を改造した国立陶芸美術館がトラムのイルドフランストラム2号線のセーヴル駅のすぐそばにあり、現在ここで美しいセーヴル焼をはじめ数々の磁器を鑑賞することが出来る。